# トラス (ISS)

2021年7月現在の ISS の構成要素

トラス（truss）とは、国際宇宙ステーション (ISS) の背骨にあたる基幹構造で、非与圧の物資、ラジエータ、太陽電池パドル（Solar Array Wing：SAW）、その他の機器が取り付けられている。
初期の宇宙ステーション「フリーダム計画」では、さまざまなトラスのデザインが考えられたが、それらは全て、打ち上げ後に宇宙飛行士が船外活動で組み立て・機器の取り付けを行なう桁として計画されていた。1991年にNASAは設計を見直して、最低限の取り付けで済むように、あらかじめ組み立て済みのより短い部材へと変更された。

## トラスの構成要素

### Z1トラス

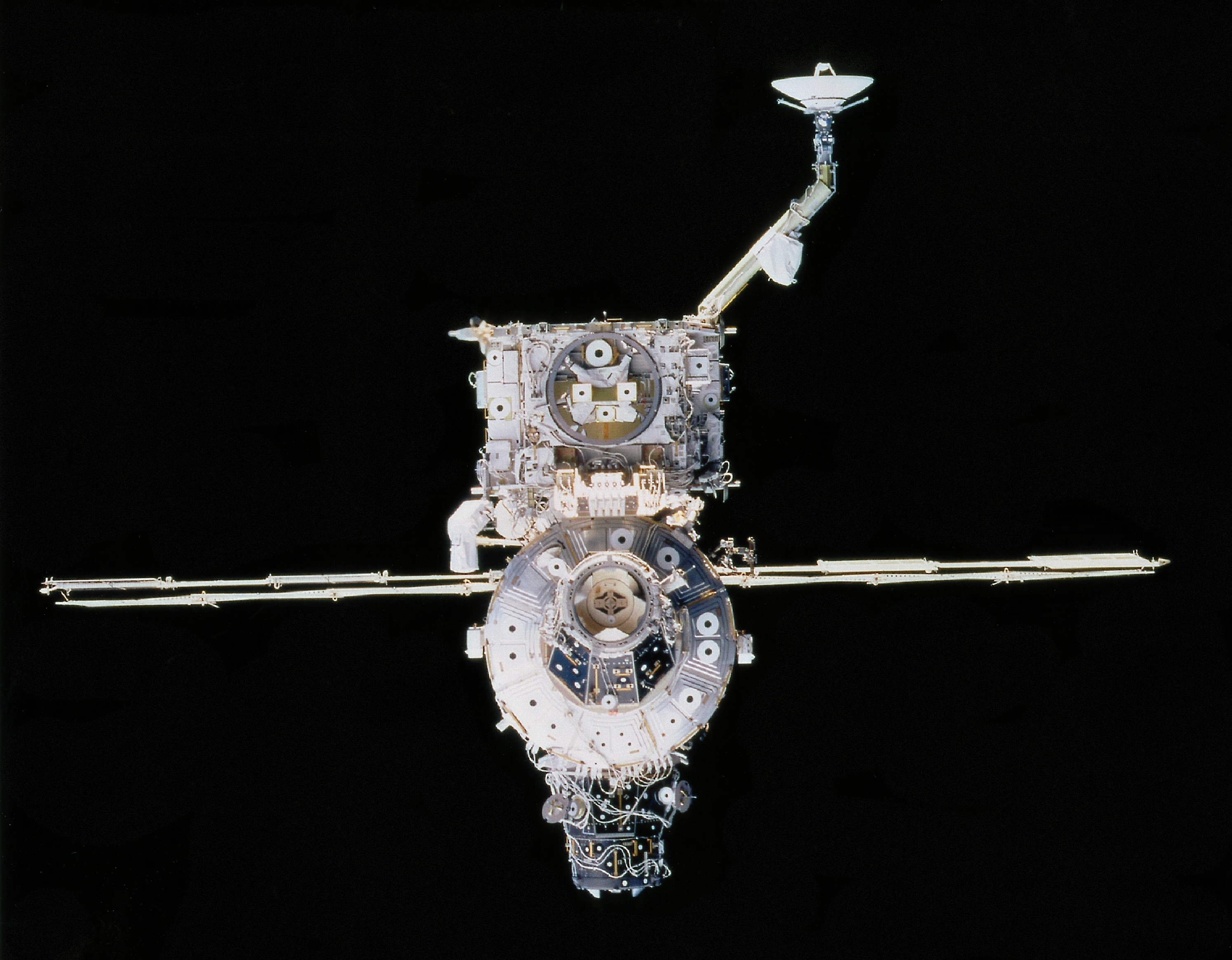
2000年10月の STS-92 で撮影された Z1トラス（上）とユニティモジュール（下）

ISS最初のトラスはZ1トラスで、2000年10月の STS-92 で打ち上げられ、若田光一宇宙飛行士のロボットアーム操作でユニティの上部に設置された。続く STS-97 で打ち上げられたP6トラスと太陽電池パドルの一時的な取り付け場所として使われていた。Z1トラスには、コントロール・モーメント・ジャイロ（CMG）4基、電気配線、Kuバンドアンテナなどの通信装置や、ISS に帯電する静電気を中和するための2基のプラズマ接触ユニット（Plasma Contactor Unit：PCU）などが装備されている。Z1トラスは与圧されていないが、共通結合機構(CBM)を2ポートを備えている。ポートの1つは、ユニティの天頂ポートと接続されている。もう1つのポートは、与圧結合アダプタPMA-3を一時的に置くためだけに使われた機能を省いた簡易版(MBM)である。2007年10月に、P6トラスが本来の設置場所であるP5トラスの隣に移され、現在はZ1トラスは他の要素を接続するためには使われておらず、CMGやKuバンドアンテナ2基、PCUなどが引き続き使用されている。

### S0トラス

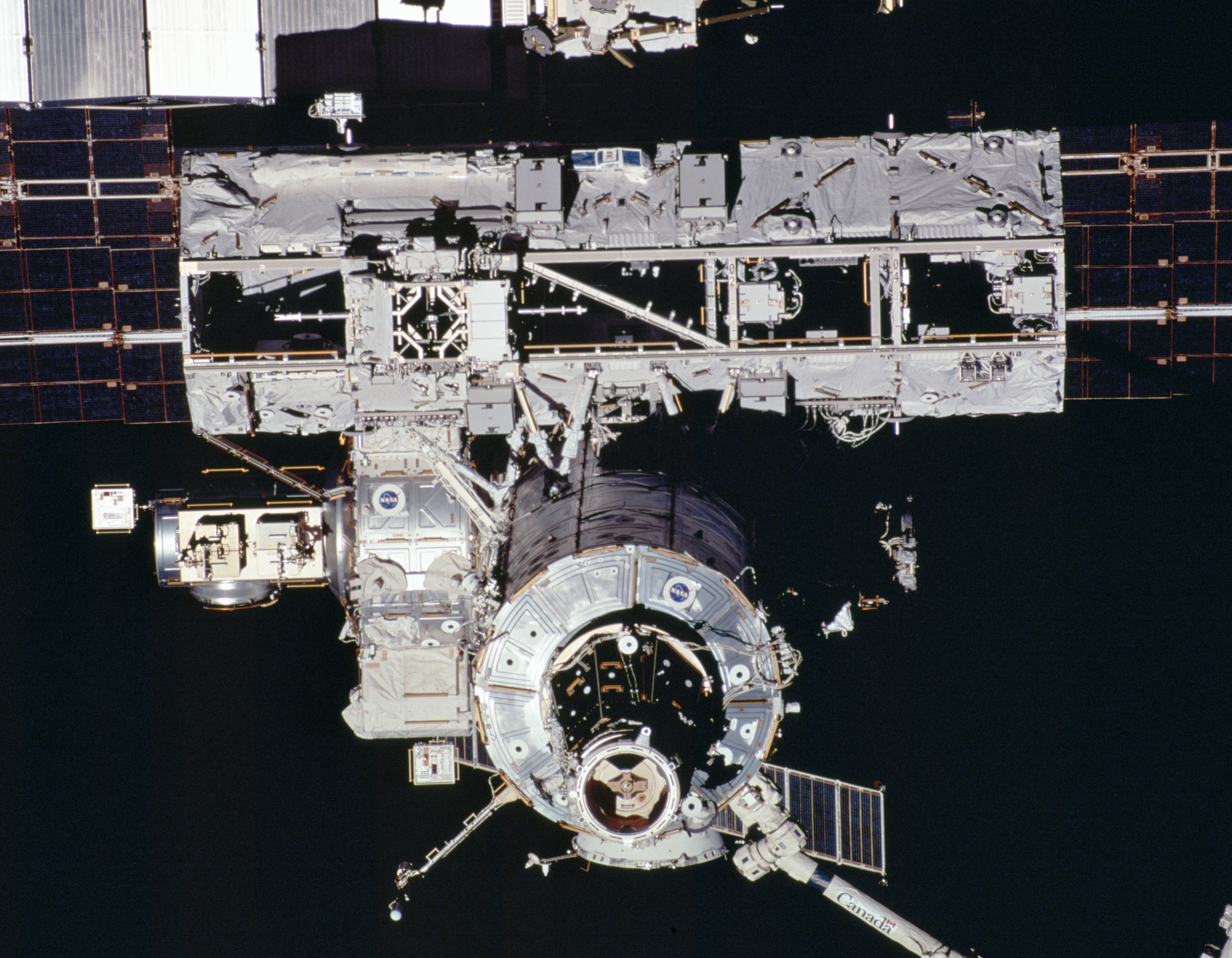
2002年4月17日 STS-110 で撮影された S0トラス（上）

S0トラスは、ISS の中心となる重要なトラスである。2002年4月の STS-110 でデスティニー実験モジュールの上に取り付けられたが、ドッキング機構などで結合されているわけではなく、4基のモジュール・トラス接続システム（Module to Truss Structure：MTS）ストラットと呼ばれる支柱により取り付けられている。
S0トラスは、与圧モジュールへの送電のための電力の整流、与圧モジュールからP1トラスやS1トラスへの放熱のための熱制御ループの通路として使用されるほか、カナダアーム2を載せたモービルベースシステム／モービルトランスポータ（Mobile Base System/Mobile Transporter：MBS/MT）や宇宙飛行士をISS上の作業場所へ運搬するための手動式の台車(CETAカート)（MTはトラス上を移動でき、停止して作業できる場所は10カ所あるが、S0トラスが通常の停止位置（ホームポジション）となる）、4基のGPSアンテナなどが取り付けられている。

### P1,S1トラス

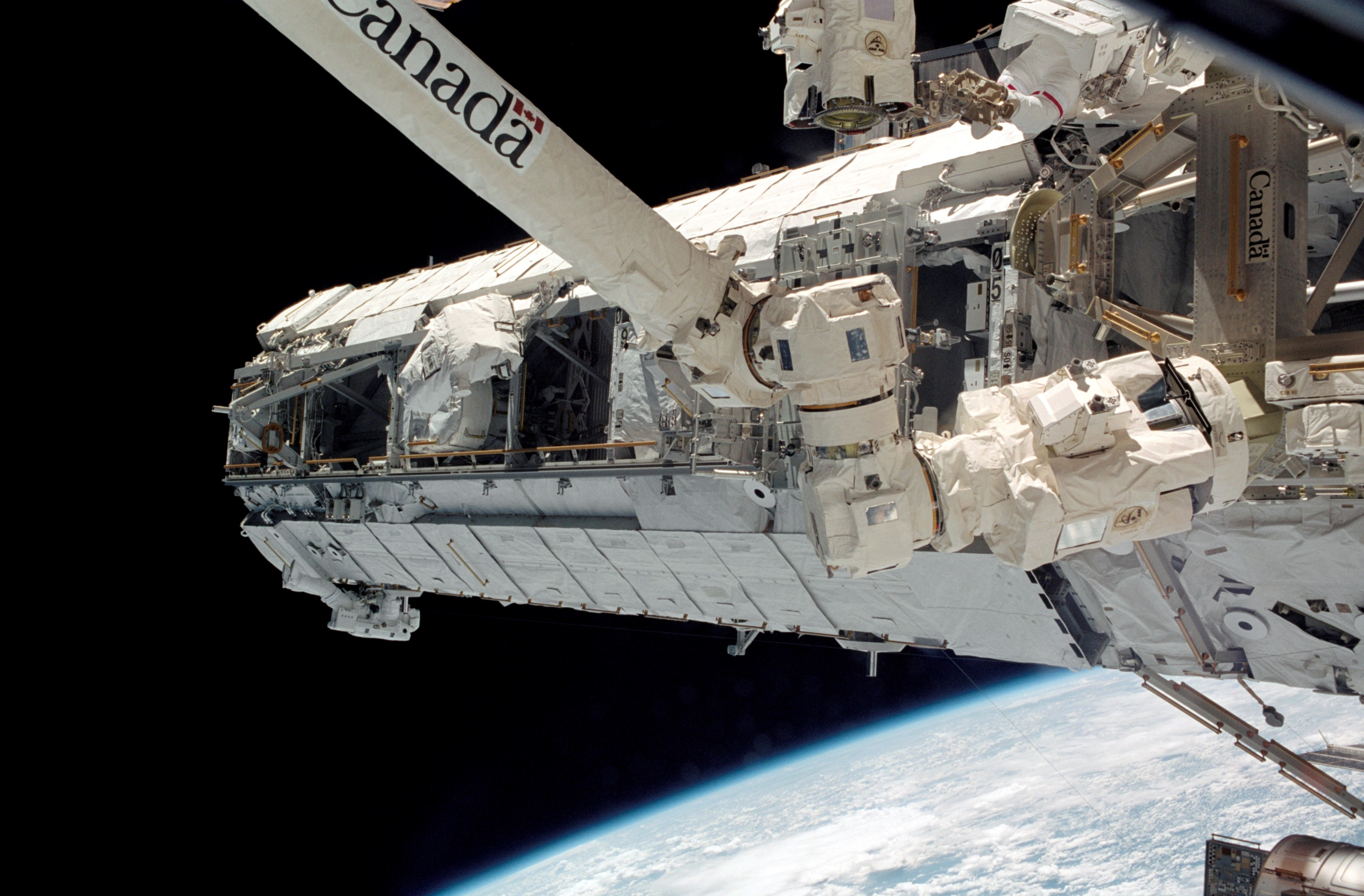
2002年10月10日 STS-112 S1トラスの取り付け

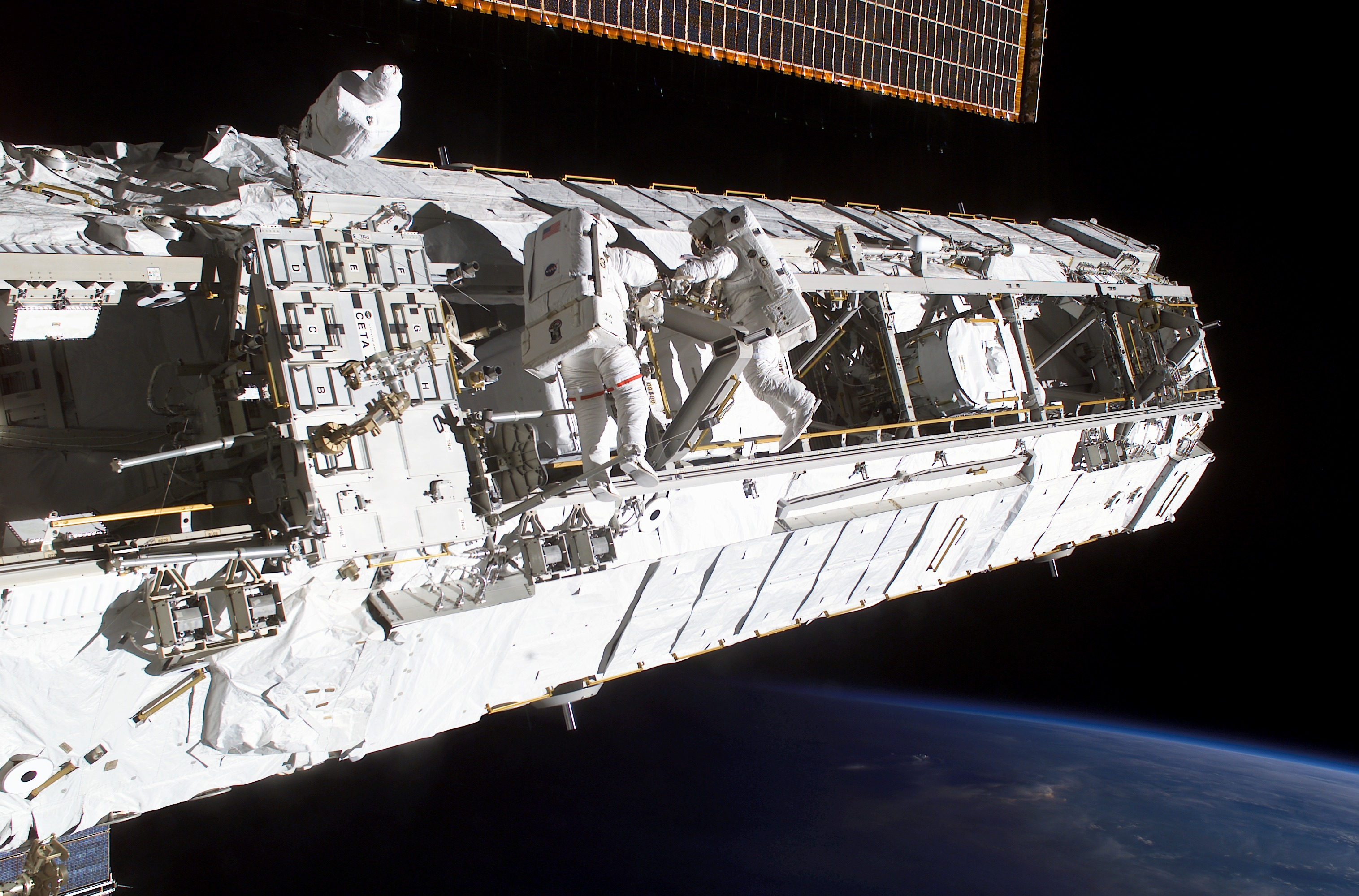
2002年11月28日 STS-113 P1トラスの取り付け

P1／S1トラスは、S0トラスに付けられていて、P1のPは左舷(port)、S1のSは右舷(starboard)を意味する。290kg（637lb）の無水アンモニアを冷媒とする排熱用のラジエータがそれぞれ3基ずつ装備されている。S1トラスは2002年10月のSTS-112で打ち上げられ、P1トラスは2002年11月のSTS-113で打ち上げられた。S1トラスとP1トラスの詳細設計とテストと建造は、カリフォルニア州ハンティントンビーチのマクドネル・ダグラス（現在のボーイング）で行なわれた。1996年から建造が開始され、最初のトラスが引き渡されたのは1999年である。S0トラスおよびS3/S4・P3/P4トラスとの結合には、遠隔操作でボルト結合が可能なSSAS(Segment-to-Segment Attachment System)が使用されている。

### P2,S2トラス
元となったフリーダム計画では、ロケットスラスタが P2トラスとS2トラスに配置される計画になっていた。しかし、ISS ではロシアのモジュールに推進能力があるため、フリーダム計画でのリブースト機能は必要なくなった。そのため、P2/S2トラスはキャンセルされた。

### P3/P4トラス、S3/S4トラス

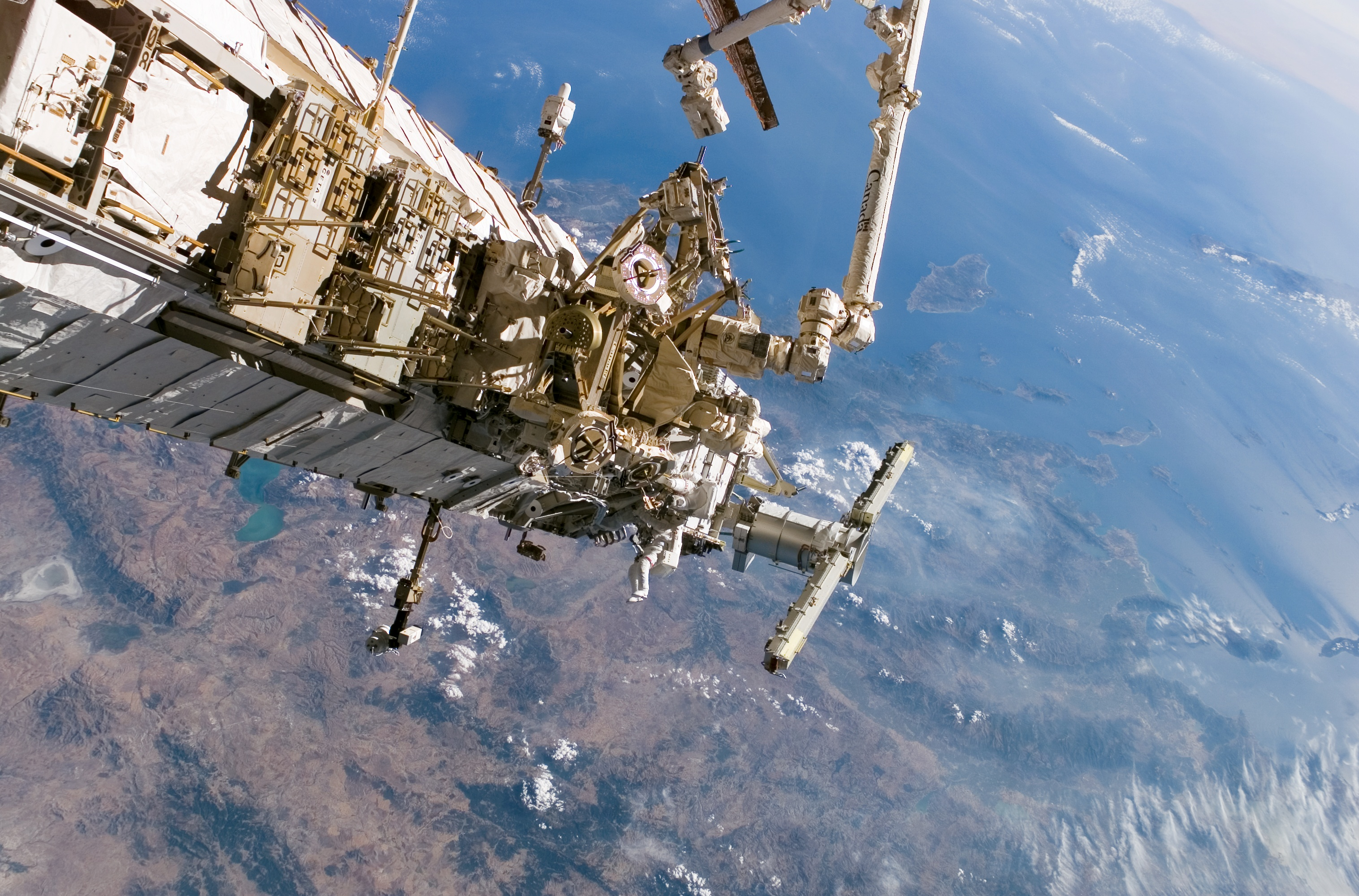
2006年9月13日 STS-115 P3/P4トラスの取り付け。宇宙飛行士との比較でサイズがわかる。

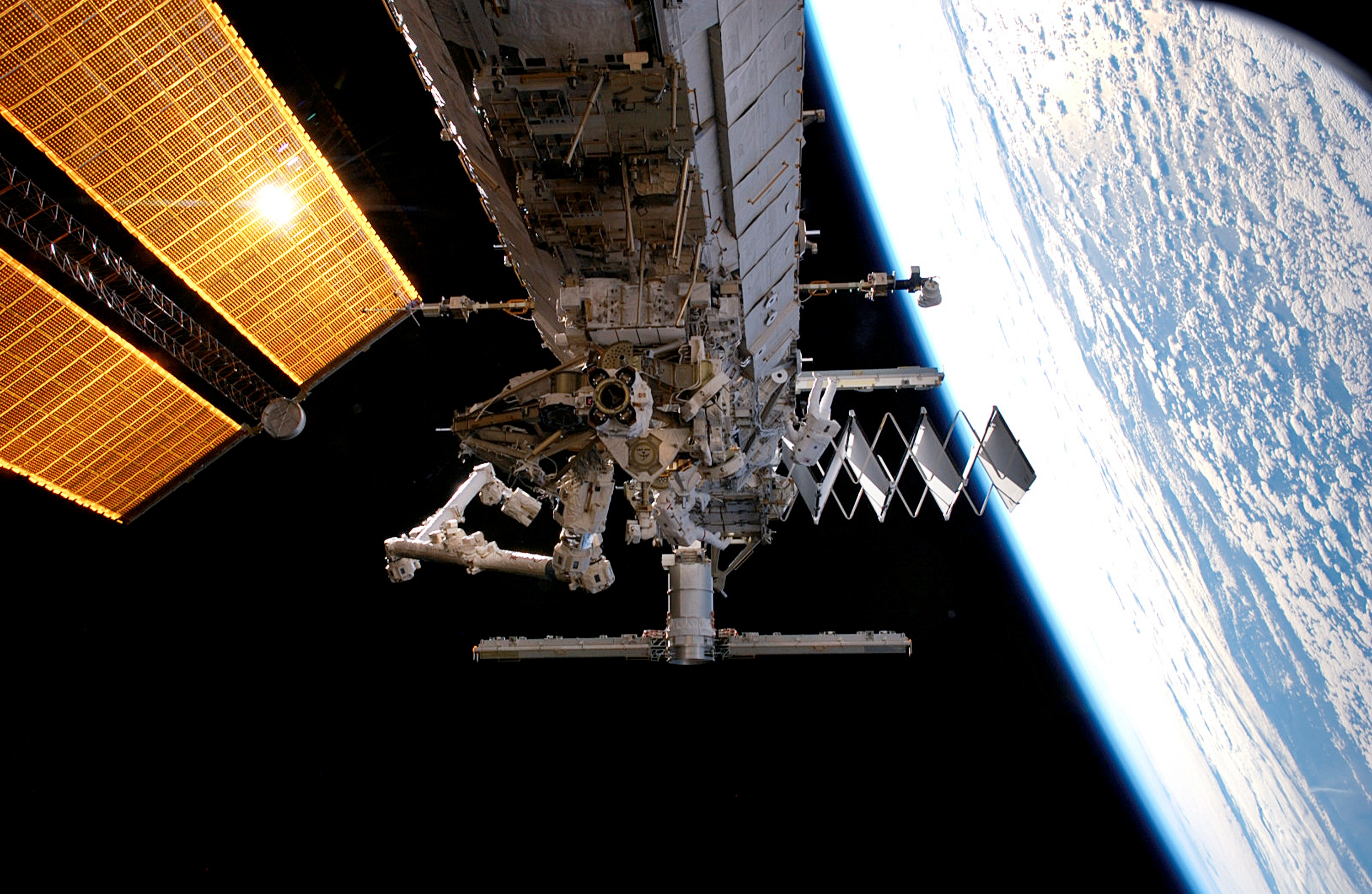
2007年6月11日 STS-117 最初の船外活動でのS3/S4トラスの取り付け。

P3/P4トラスは、2006年9月9日にスペースシャトル・アトランティスのSTS-115ミッションで打ち上げられ、P1トラスに取り付けられた。P4トラスには太陽電池パドルがふたつ、ラジエータ、発電した電力を制御や貯蔵するための制御機器アセンブリ（Integrated Equipment Assembly: IEA）が装備され、P3トラスにはP3とP4を接続して太陽電池パドルを太陽に向ける太陽電池パドル回転機構、曝露機器結合システムが装備されている。取り付けの時点では、電力は回転機構を通っておらず、P4の太陽電池パドルで発電した電力はP4だけで使われ、ステーションの他の部分には供給されていなかった。その後、2006年12月のSTS-116で電気配線を切り替えることにより、全体へ電力が供給されるようになった。
P3/P4トラスの鏡像であるS3/S4トラスは、スペースシャトル・アトランティスによる STS-117 13A フライトミッションで、2007年6月11日にトラスに取り付けられた。
P3トラスとS3トラスの主なサブシステムとしては、トラス結合機構 (Segment-to-Segment Attach System : SSAS) 、太陽電池パドル回転機構 (Solar Alpha Rotary Joint : SARJ) 、曝露機器結合システム (Unpressurized Cargo Carrier Attach System : UCCAS)、UCCAS
とほぼ同じ機構であるペイロード結合システム (Payload Attach System: PAS)などがある。P3/S3トラスの主な機能としては、UCCAS/PASプラットホームに取り付けられる機器への機械的な接続や電力・データ接続の提供、SARJ でパドルを回転させて太陽に向ける機能、モービル・トランスポータ (MT) が移動したり停止したりするための場所である。P3/S3トラスは六角形のアルミニウム構造体で、隔壁が4つと縦通材が6つある。S3/P3トラスの計6箇所のUCCAS/PASはEXPRESS Logistics Carrier(及びAMS-02とESP-3)が取り付けられる場所であり、最初のELCは2009年11月にSTS-129で打ち上げられた。
P4トラスとS4トラスの太陽電池モジュール (Photovoltaic Module : PVM) の主なサブシステムとしては、太陽電池パドル (Solar Array Wing : SAW) が2枚、PVラジエータ、改良型トラス結合システム (Modified Rocketdyne Truss Attachment System : MRTAS) 、太陽電池パドルを回転させるためのベータ・ジンバル・アセンブリ (Beta Gimbal Assembly : BGA) などである。

### P5,S5トラス

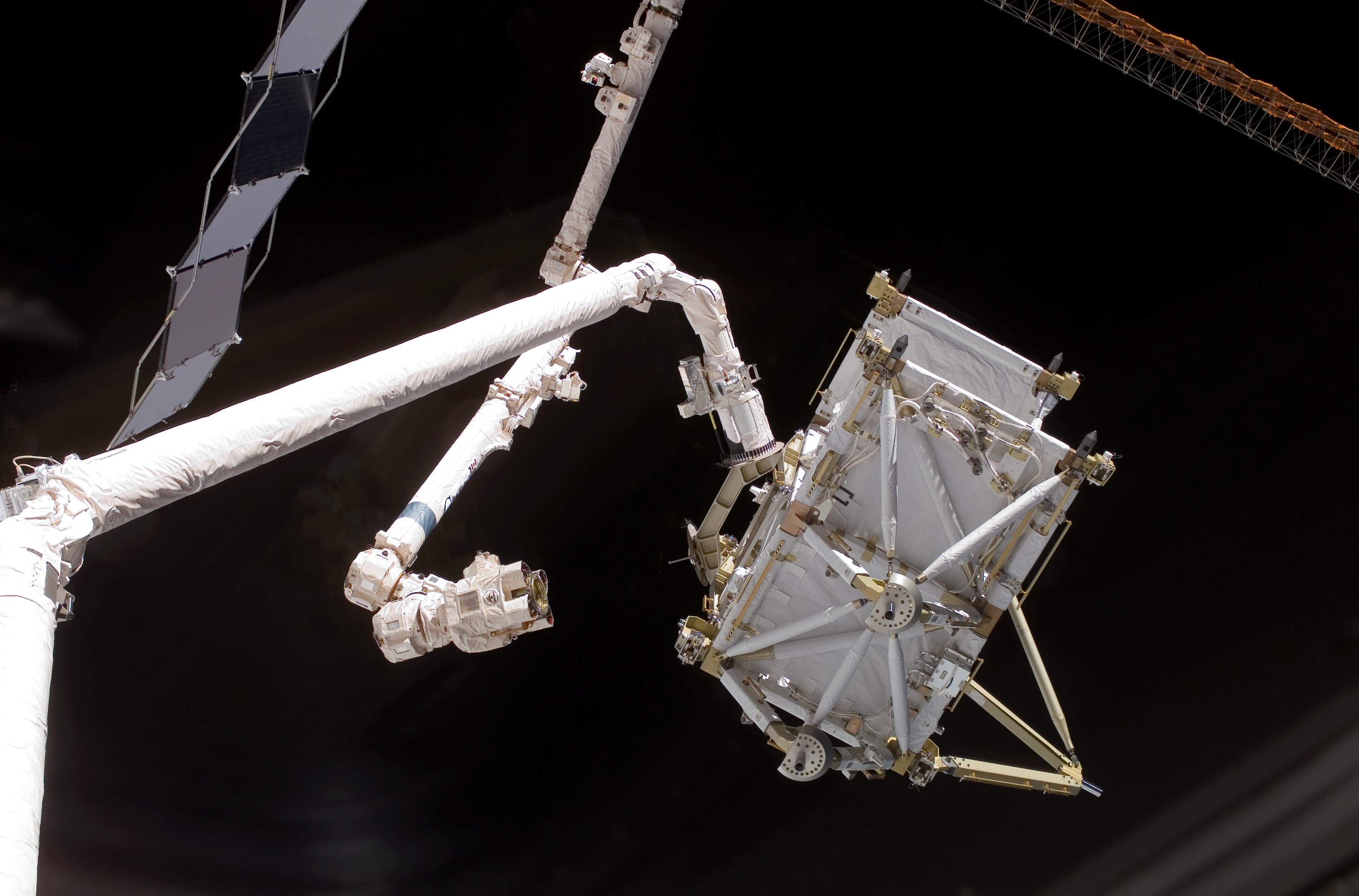
2006年12月の STS-116 ミッションで、ディスカバリーのカナダアーム1から ISS のカナダアーム2に渡される P5トラス

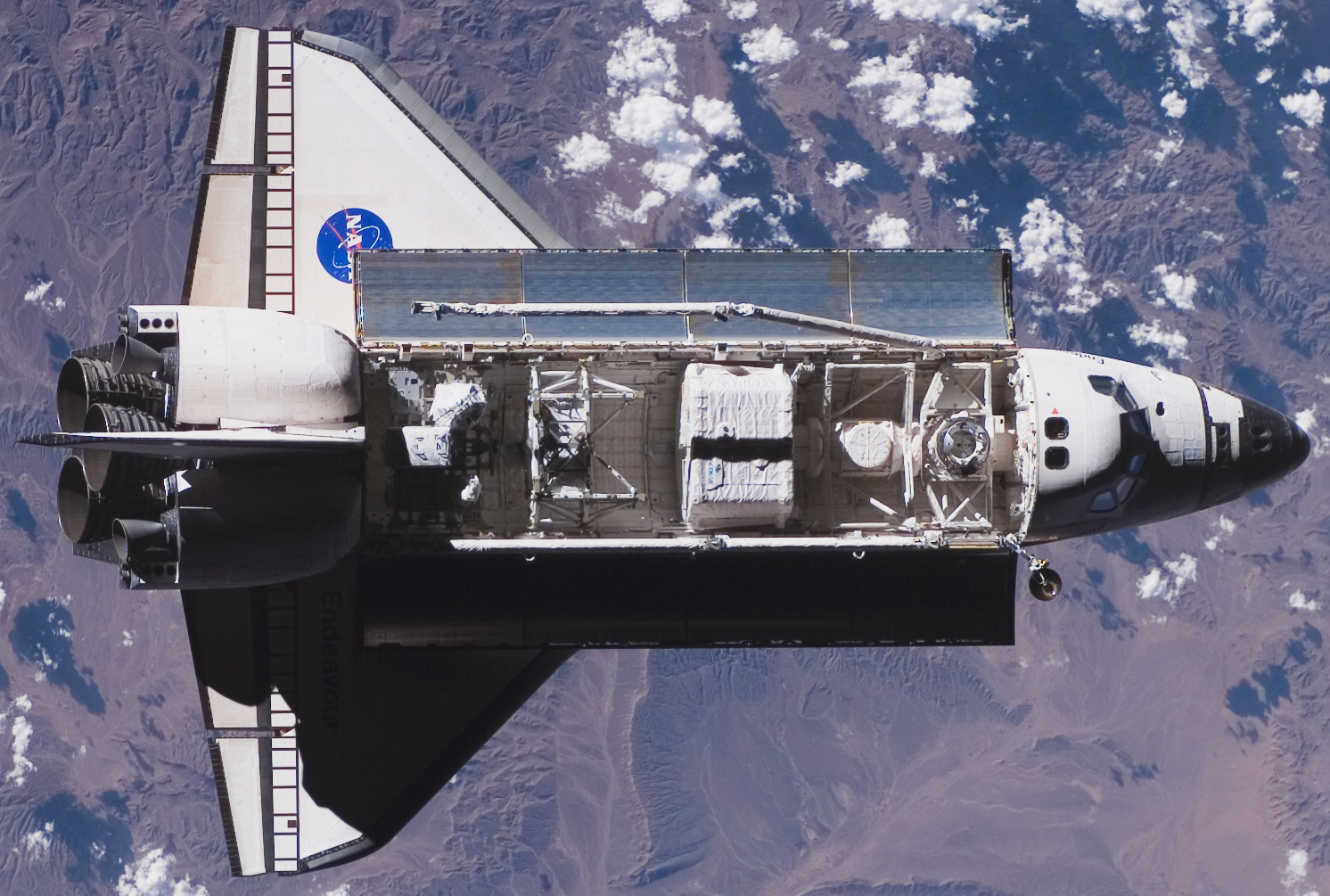
STS-118 ミッションでS5トラス取り付けのために国際宇宙ステーションに接近するエンデバー

P5トラスとS5トラスは、P6トラスとS6トラスをそれぞれ接続するためのコネクタである。シャトルの貨物室の大きさにより、P3/P4トラス、S3/S4トラスの長さが制限されるため、P5トラスとS5トラスのような小さなコネクタでトラスを延長することが必要となる。P5トラスは STS-116 ミッションの最初の船外活動で2006年12月12日に取り付けられた。S5トラスは STS-118 ミッションで軌道に運ばれ2007年8月11日に取り付けられた。

### P6,S6トラス
P6トラスは2番目に取り付けられたトラスである。ISS にとって重要な電力を巨大な太陽電池パドル (SAW) から供給できるため、P4トラスの SAW に先立って取り付けられた。STS-97 でZ1トラスに取り付けられ SAW を展開したが、P4/S4トラスの SAW の展開スペースの確保とP6
トラスの移設に備えて、 STS-116 と STS-117 でP6トラスの SAW が半分ずつ折りたたまれた。STS-120 の 10A フライトでP6トラスをZ1トラスから取り外してP5トラスに移設し、ラジエータパネルと SAW が再展開された。SAW (2B) は展開に成功したが、SAW (4B) は展開途中にパネル面が裂ける破損を生じたため80%で展開を中止して船外活動で修復が行なわれ、その後完全な展開に成功した。後の組み立てミッション（順番が変わってSTS-119）では、S6トラスをS5トラスに取り付け、これで4つ目で最後の太陽電池パドル・ラジエータの設置を終えた。

## トラスのサブシステム

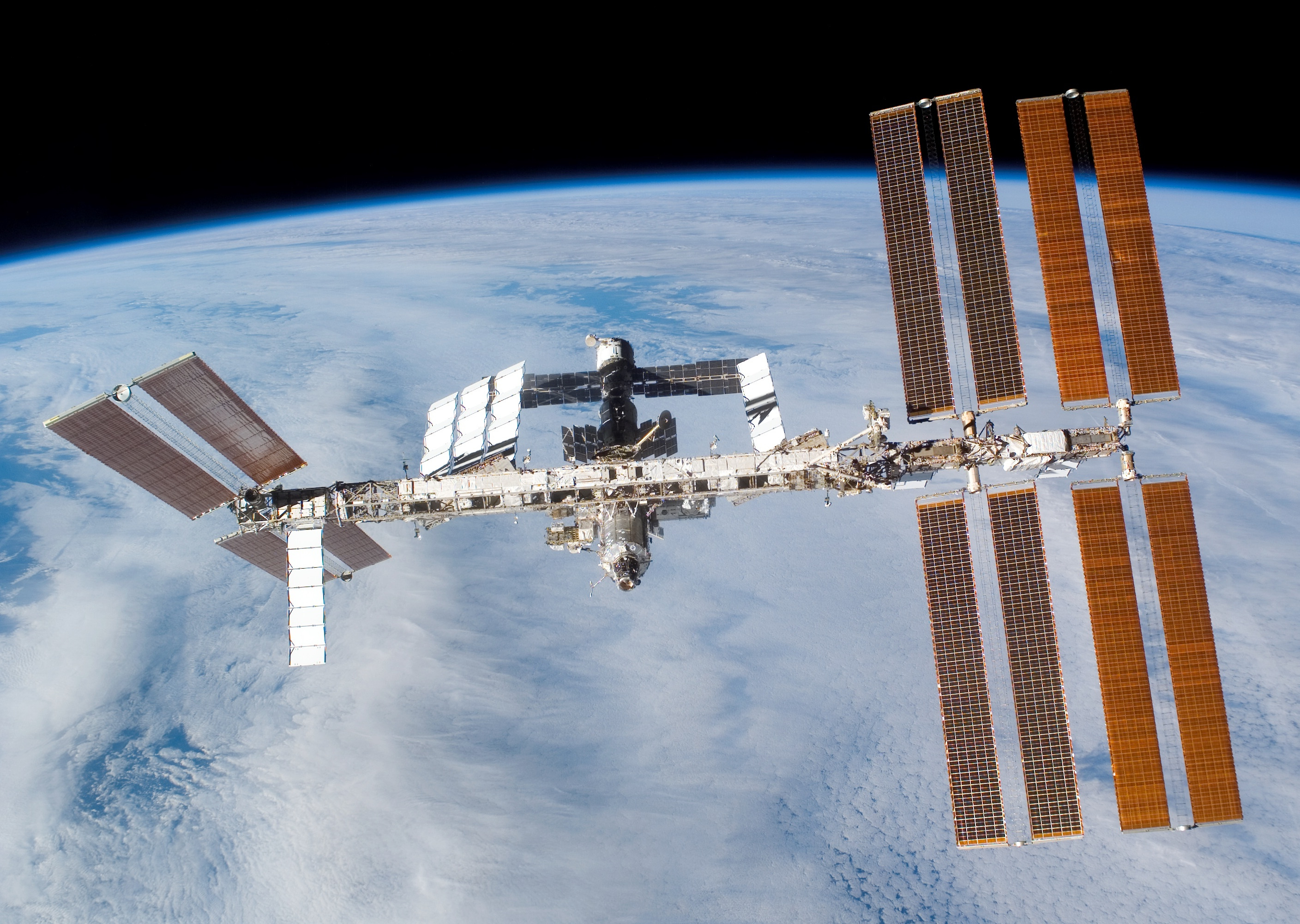
2007年11月5日 STS-120 でP6トラス（右端）を再配置後の国際宇宙ステーション

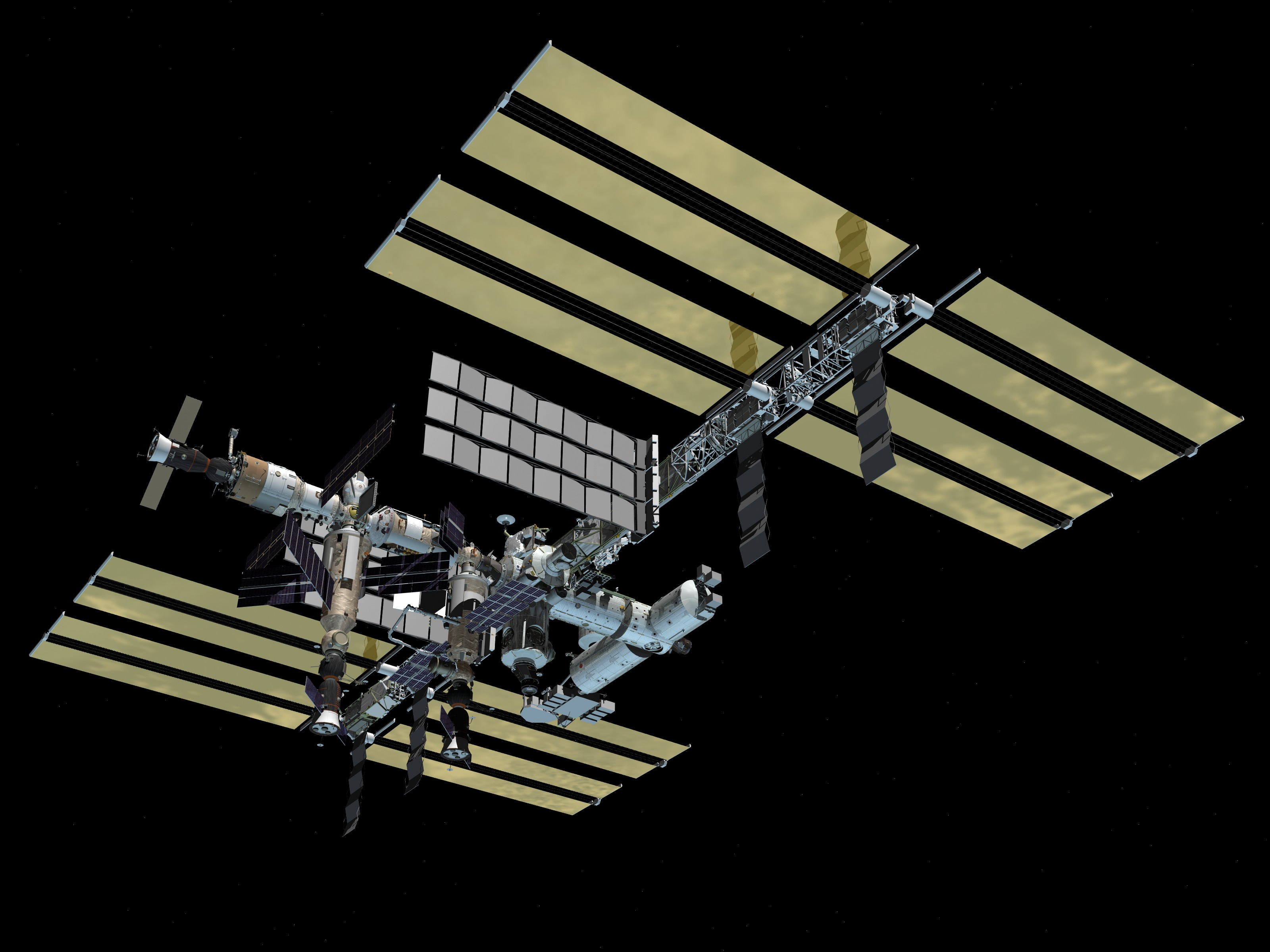
2006年7月時点での完成予定図（コンピュータ・モデル）

### 太陽電池パドル
現在 ISS では、米国製の巨大な太陽電池パドル (Solar Array Wings : SAW) 4基すべてがそろい、ISS の主なエネルギー源となっている。一組目はP6トラスにあり、2000年後半の STS-97 で打ち上げられZ1トラスに取り付けられていたが、2007年11月の STS-120 で最終的な取り付け位置であるP5トラスに移された。二組目のP4トラスは2006年9月の STS-115 で打ち上げ・取り付けられたが、2006年12月の STS-116 で電気配線を切り替えるまで発電は行なわれなかった。三組目のS4トラスは2007年6月の STS-117 で取り付けられた。最後の組(ペア)であるS6トラスのものは2009年3月、 STS-119 で取り付けられた。また、ロシア製の科学電力プラットフォーム (SPP) を経由してより多くの電力を供給する計画もあったが、これはキャンセルされた。
各太陽電池パドルは、長さが112フィート(約34.1m)、幅が39フィート(約12m)あり、直流でほぼ32.8kWの発電能力がある。それぞれ、展開用マストを間にして2つの太陽電池ブランケットに分かれている。各ブランケットには、16,400のシリコン太陽電池セルが200セルずつ82枚のパネルに分割されていて、各セルは面積が8cm²で4,100個のダイオードから構成されている。

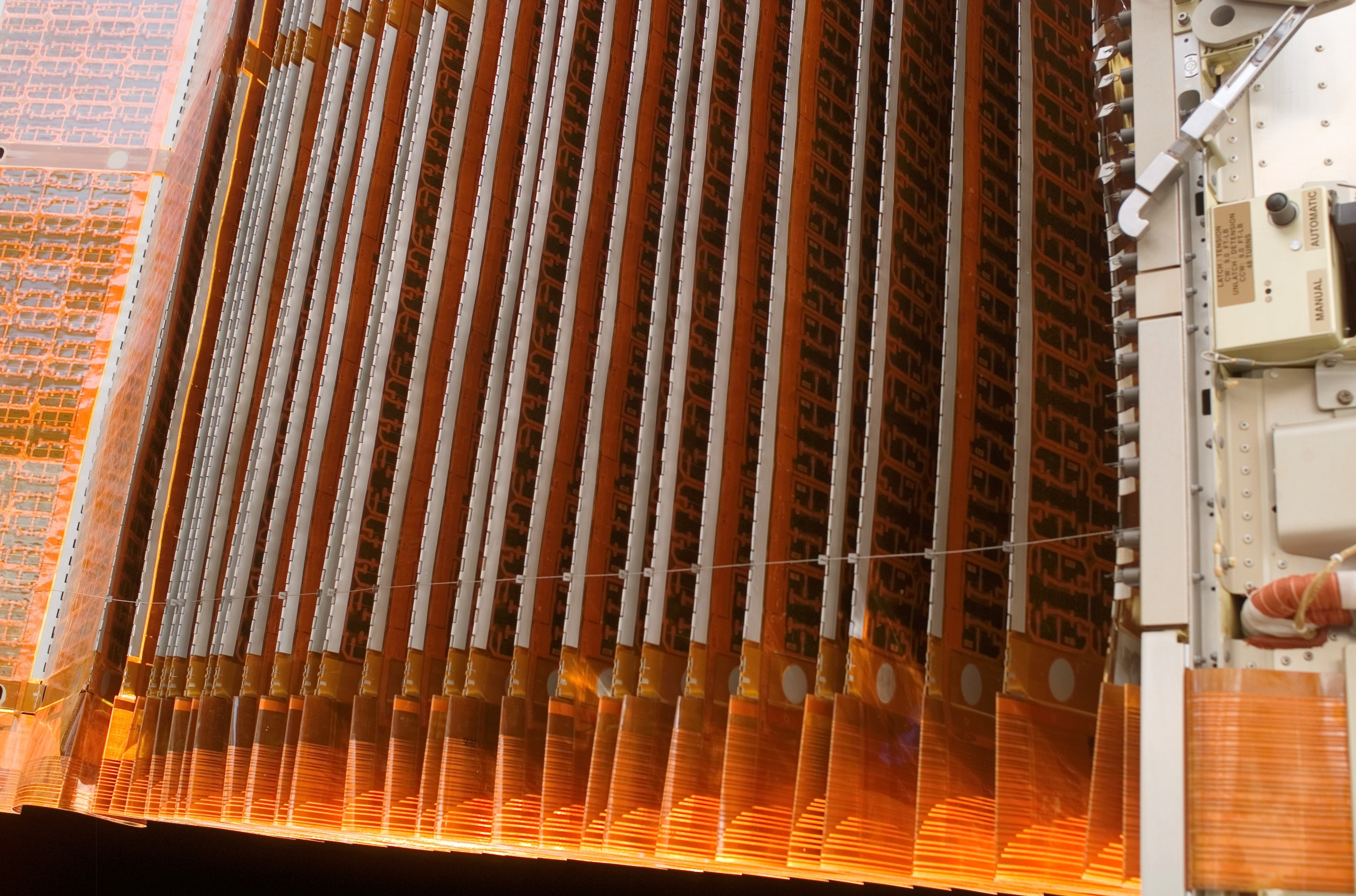
アコーディオンのように折り畳まれた太陽電池の拡大画像

ブランケットのそれぞれの組は、宇宙へ運ぶのに場所を取らないようにアコーディオンのように折り畳まれている。軌道に着いてから、ブランケットの組の間にある展開用マストで元の大きさに広げる。最大電力を得られるよう、ベータ・ジンバル・アセンブリ (Beta Gimbal Assembly : BGA) と呼ばれる回転機構と、次に示す太陽電池パドル回転機構の2軸をジンバル制御することで太陽電池パドルを常に太陽に向けて、最適な発電量を確保している。

### 太陽電池パドル回転機構
アルファ・ジョイント、すなわち、太陽電池パドル回転機構 (Solar Alpha Rotary Joint : SARJ) は、太陽電池パドルを太陽に向けるためのロータリー・ジョイントで、通常は周回ごとに360度回転している（が、Night Glider modeも参照）。2基のSARJのうちの1基はP3トラスとP4トラスの間にあり、もう1基はS3トラスとS4トラスの間にある。これらのジョイントは、P4/S4、P6/S6トラスにある太陽電池パネルを太陽に向けるよう連続的に回転している。各SARJは、直径が10フィート(約3.0m)、重量が約2,500ポンド(約1,100kg)あり、ベアリング機構とサーボ制御システムで回転する。P4/S4、P6/S6トラスで発電した電力はすべて SARJ のユーティリティ・トランスファー・アセンブリ (Utility Transfer Assembly : UTA) を通る。SARJの回転で配線が絡まったりしないように、通信と電力用の配線はUTAのロールリングで接続されている。SARJ は、ロッキード・マーティンとその関連会社で設計・製造・テストされた。

右舷側のSARJは、2007年にモータ電流値と振動が増加する問題を発生し、船外活動による点検と修理が行われた。この問題はベアリングの摩耗により金属が削れることで生じたため、船外活動を行って潤滑を施す作業が行われた。左舷側のSARJでも予防目的で2回の潤滑作業が行われた。

### 電力の調整と貯蔵
直列シャントユニット (Sequential Shunt Unit : SSU) は、太陽電池に光が当たる期間に発電した電力を大まかに出力調整するよう設計されている。82本の電力線が別々に太陽電池パネルからSSUまで接続されている。各電力線からの出力を調整し、得られる総電力量を安定化させる。トラスの制御機器アセンブリ (Integrated Equipment Assembly : IEA) にあるコンピュータが安定化電圧の設定値を制御するが、通常は約140ボルトに設定されている。SSUには、あらゆる運転条件下で出力電圧が最大でもDC200V未満を保つように過電圧保護機能がある。この電力はマスト伸展・回転機構 (Bearing, Motor and Roll Ring Module : BMRRM) を通ってIEAにある直流切替ユニット (Direct Current Switching Unit : DCSU) に送られる。SSUの大きさは12インチ×20インチ×32インチ(約30cm×51cm×81cm)で、重量は185ポンド(約83.9kg)である。
電力貯蔵システムは、バッテリ充放電ユニット (Battery Charge/Discharge Unit : BCDU)1基 とニッケル水素バッテリ・アセンブリ2基の組み合わせで基本構成されており、各トラスのIEAには計12基のバッテリ・アセンブリが設置されている。
BCDUには、太陽が当たっている期間にはバッテリを充電し、食の期間にはバッテリに蓄えられた電力を（DCSU経由で）電力バスに供給する二つの機能がある。BCDUのバッテリ充電能力は8.4kWで、放電能力は6.6kWである。他には、バッテリの状態を監視する設備と、電力回路の障害からバッテリを保護する設備がある。BCDUはIEAのコンピュータから制御される。
各バッテリ・アセンブリの内部には、ニッケル水素電池セル38個と、関連する電気・機械装置が収納されている。各バッテリ・アセンブリの名目上の容量は、81Ahかつ4kWhである。この電力は、BCDUとDCSUを経由してISSに供給される。バッテリの設計寿命は6.5年で、放電深度が35%の場合での充電・放電サイクルは38,000回以上である。各バッテリの大きさは18インチ×36インチ×40インチ(約0.46m×0.91m×1.0m)で、重量は375ポンド(約170kg)である。

一番古いP6トラスのバッテリ・アセンブリ12基は、STS-127とSTS-132で交換用のバッテリを6基ずつ運び、船外活動を行って交換して、ISSの運用寿命延長に備えられるようにした。

## トラスと太陽電池パドルの組み立て順序
| 要素                              | フライト        | 打ち上げ日     | 全長 (m) | 直径 (m) | 質量 (kg) |
| --------------------------------- | --------------- | -------------- | -------- | -------- | --------- |
| Z1トラス                          | 3A – STS-92     | 2000年10月11日 | 4.9      | 4.2      | 8,755     |
| P6トラス 太陽電池パドル           | 4A – STS-97     | 2000年11月30日 | 73.2     | 10.7     | 15,824    |
| S0トラス                          | 8A – STS-110    | 2002年4月8日   | 13.4     | 4.6      | 13,971    |
| S1トラス                          | 9A – STS-112    | 2002年10月7日  | 13.7     | 4.6      | 14,124    |
| P1トラス                          | 11A – STS-113   | 2002年11月23日 | 13.7     | 4.6      | 14,003    |
| P3/P4トラス 太陽電池パドル        | 12A – STS-115   | 2006年9月9日   | 13.8     | 4.8      | 15,824    |
| P5トラス - スペーサ               | 12A.1 – STS-116 | 2006年12月9日  | 3.37     | 4.55     | 1,864     |
| S3/S4トラス 太陽電池パドル        | 13A – STS-117   | 2007年6月8日   | 73.2     | 10.7     | 15,824    |
| S5トラス - スペーサ               | 13A.1 – STS-118 | 2007年8月8日   | 3.37     | 4.55     | 1,818     |
| P6トラス 太陽電池パドル（再設置） | 10A – STS-120   | 2007年10月23日 | –        | –        | –         |
| S6トラス 太陽電池パドル           | 15A – STS-119   | 2009年3月16日  | 73.2     | 10.7     | 15,824    |